# Virešu pagasts
Virešu pagasts er en territorial enhed i Apes novads i Letland. Pagasten etableredes i 1945, havde 730 indbyggere i 2010 et 676 indbyggere i 2017  og omfatter et areal på 154,54 kvadratkilometer. Hovedbyen i pagasten er Vireši.